# چیسکانی
چیسکانی (Chiscani) یک دهسان واقع در بخش شمال شرقی شهرستان برایلا، در منطقه مونیطنیای رومانی است. این دهستان از سه روستا به نام‌های چسکانی، لاکو سارات و وارساتورا تشکیل شده است.
این دهستان در ساحل چپ دانوب، درست در جنوب مرکز شهرستان، برایلا واقع شده است.
پارک طبیعی بالتا میکا آ برایلای نیز بخشی از سرزمین اداری این دهستان را شامل می‌شود. پارک خرده‌فروشی اروپا در برایلا نیز در قلمرو این دهستان، به‌ویژه در داخل روستای وارساتورا واقع شده است.